# Günter Oldenburg (Radsportler)

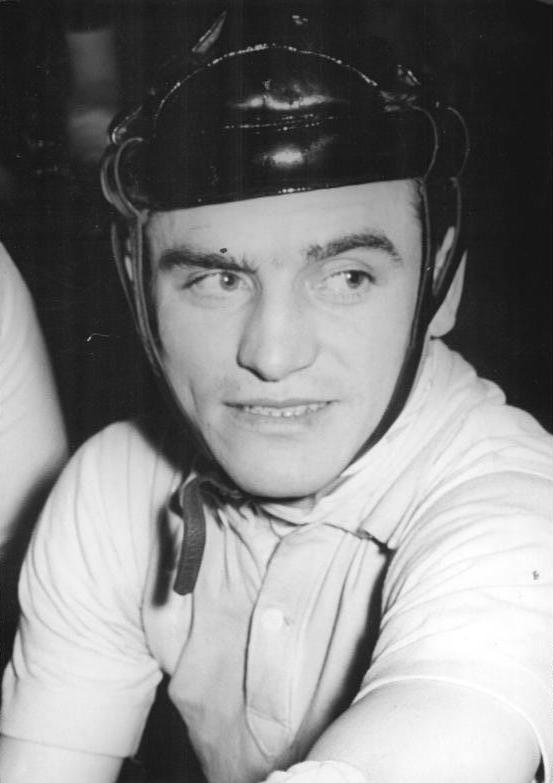
Günter Oldenburg (1956)

Günter Oldenburg (* 1. Juli 1930 in Daber, Pommern; † 8. April 2016 in Berlin) war ein deutscher Radrennfahrer.

## Karriere
Günter Oldenburg kam 1945 mit seiner Familie als Vertriebener nach Berlin, wo er 1947 bei Derby Pankow mit dem Radsport begann. Ab 1951 startete er für Empor Nord Berlin, später für den SC Einheit Berlin. Sechsmal wurde er bei den DDR-Meisterschaften im Bahnradsport DDR-Meister in verschiedenen Disziplinen: 1951 errang er drei Titel, im 1000-Meter-Zeitfahren, in der Einerverfolgung und im Zweier-Mannschaftsfahren (mit Heinz Busse), 1952 nochmals im Zeitfahren; zweimal errang er den Titel im Querfeldeinrennen (1954, 1957). Zudem wurde er Meisterschafts-Zweiter im Tandemrennen mit Georg Sternberg. 1956 gewann Oldenburg Rund um die Hainleite, Rund um Dortmund sowie Berlin–Prenzlau–Berlin. 1957 wurde er Dritter in der Gesamtwertung der DDR-Rundfahrt. 1958 gewann er zwei Etappen der Ägypten-Rundfahrt und kam auf den 7. Rang der Gesamtwertung. Auf der Berliner Winterbahn errang er zahlreiche Siege im Zweier-Mannschaftsfahren.
1960 verließ Günter Oldenburg die DDR in Richtung West-Berlin, wo er bis zuletzt lebte. Dort fuhr er für den BRC Grün-Weiß und wurde 1961 mit dem Bahnvierer deutscher Vizemeister und gewann 1962 den Berliner Meistertitel. Für den Bund Deutscher Radfahrer (BDR) startete er 1963 bei der Weltmeisterschaft im Querfeldeinfahren in Calais, nachdem er schon 1957 Cross-WM-Teilnehmer für die DDR gewesen war und dort mit Platz 13 bestplatzierter  DDR-Fahrer war.
Insgesamt errang Günter Oldenburg rund 300 Erfolge. Nach dem Ende seiner aktiven Radsportlaufbahn führte er ein renommiertes Sport-Center in Berlin. Ab 1990 trat er als Senior für den RC Charlottenburg an und wurde Vizeweltmeister bei den Masters im Tiroler St. Johann und feierte mehrfach Erfolge im Paarzeitfahren. 1993 gewann er Bronze bei der Deutschen Meisterschaft der Senioren der über Sechzigjährigen. Sein jüngerer Bruder Horst Oldenburg war ebenfalls als Radrennfahrer aktiv, sein Sohn Bernd wurde 1981 deutscher Vize-Meister im Straßenrennen der Amateure.